# Przekaz pisemny
Przekaz pisemny
1. W edytorstwie naukowym, głównie historycznym i językoznawczym przekaz pisemny to rękopis lub druk służący za podstawę lub źródło pomocnicze dla ustalenia poprawności informacji w opracowaniu powiązanym tematycznie z tym przekazem. Przekazy pisemne dzielimy na autentyczne (skontrolowane i pozytywnie zaopiniowane przez autora opracowania), oraz nieautentyczne (co do których pochodzenia nie zastosowano metod badawczych z powodu braku dodatkowych informacji).
2. W socjologii i filozofii – przekaz pisemny to forma komunikacji międzyludzkiej realizowana za pomocą pisma.